# Wilhelm Gerard Burgers
 Wilhelm Gerard (Willy) Burgers (ur. 16 sierpnia 1897, Arnhem, Holandia, zm. 24 września 1988) – fizyk, chemik i krystalograf holenderski.

## Życiorys
Wilhelm Gerard (Willy) Burgers był synem Johannesa Burgersa i Johanny Hendriki z domu Romijn oraz młodszym bratem Johannesa Martinusa Burgersa, fizyka. Ojciec – urzędnik pocztowy, którego pasją były nauki przyrodnicze i kolekcjonowanie różnorodnej aparatury doświadczalnej, często wygłaszał publiczne wykłady na temat zjawisk przyrody. Wilhelm Gerard Burgers doktoryzował się na Uniwersytecie w Groningen w roku 1928 u Hilmara Johannesa Backera i laureata nagrody Nobla – Williama Henry’ego Bragga, Jego praca doktorska nosiła tytuł «Röntgenografisch structuuronderzoek van eenige organische verbindingen». Burgers otrzymał stanowisko na Uniwersytecie Technicznym w Delfcie.
Razem ze swym bratem Johannesem M. Burgersem prowadził badania nad problemami związanymi z dyslokacjami w sieciach krystalicznych. Dokonał również kilku wynalazków, które zostały opatentowane,
W 1951 uczestniczył obok Williama L. Bragga, Williama Shockleya i Egona Orowana w 9-tym kongresie Solvaya. 12 maja 1952 r. został członkiem Holenderskiej Królewskiej Akademii Nauk (Koninklijke Nederlandse Akademie van Wetenschappen, KNAW). W 1963 W.G. Burgers otrzymał od Holenderskiej Królewskiej Akademii Nauk nagrodę imienia Gillesa Holsta za prace w dziedzinie fizyki i chemii. Umarł 24 września 1988 r, 7 lat po śmierci swego brata Johannesa.

## Najważniejsze publikacje
- W. G. Burgers und P. C. Louwerse: Über den Zusammenhang zwischen Deformationsvorgang und Rekristallisation bei Aluminium,Zeitschrift für Physik, 67 (1931) p. 605.
- W.G.Burgers and J.M.Burgers,Verh.Akad.Wetenschappen. Afd. Natuurk. 15(1935),173-213.
- Roelof Houwink, Wilhelm Gerard Burgers, Elasticity, plasticity and structure of matter, The University Press, 1937
- J.M.Burgers and W.G.Burgers Dislocations in crystal lattices , Chapter 6 of Rheology, Theory and Applications, edited by F.R.Eirich, vol. I, pp. 141-199, Academic Press, New York,1956